# Moreton Corbet
Moreton Corbet är en ort i civil parish Moreton Corbet and Lee Brockhurst, i distriktet Shropshire, Storbritannien. Den ligger i grevskapet Shropshire i riksdelen England, i den södra delen av landet, 220 km nordväst om huvudstaden London. Moreton Corbet ligger 71 meter över havet och antalet invånare är 281. Moreton Corbet var en civil parish fram till 1988 när blev den en del av Moreton Corbet & Lee Brockhurst och Shawbury. Civil parish hade 257 invånare år 1961. Byn nämndes i Domedagsboken (Domesday Book) år 1086, och kallades då Mortone.
Terrängen runt Moreton Corbet är platt. Runt Moreton Corbet är det tätbefolkat, med 356 invånare per kvadratkilometer. Närmaste större samhälle är Telford, 20,0 km sydost om Moreton Corbet. Trakten runt Moreton Corbet består till största delen av jordbruksmark.